# (1157) Arabia
Pour les articles homonymes, voir Arabia.
(1157) Arabia est un astéroïde de la ceinture principale découvert le 31 août 1929 par l'astronome allemand Karl Wilhelm Reinmuth. Sa désignation provisoire était 1929 QC. 
Il est nommé d'après la péninsule arabe.